# Clypeobarbus congicus
Clypeobarbus congicus és una espècie de peix cipriniforme de la família dels ciprínids. Els mascles poden assolir els 7,5 cm de longitud total. Es troba al riu Congo.